# Бакр-Узяк
Бакр-Узяк (баш. баҡыр үҙәк, в переводе с баш. — «медный лог») — археологический памятник бронзового века в Абзелиловском районе Республики Башкортостан.

## Описание
Археологический памятник Бакр-Узяк представляет собой медный рудник открытого типа. Линейные размеры котлована 55×35 метров, глубина — до 3 метров.
Этот древний рудник относится к историческому наследию России.
Первичные руды месторождения относятся к халькопирит-сфалерит-пиритовым рудам, но наличие в окружающих породах известняков привело к появлению большого количества карбонатов меди.
По своему химическому составу руда Бакр-Узяка относится к группе зауральской (колчеданной) меди с «железной» шляпой.
Больша́я часть висячего бока главной линзы, расположенной к северу от «железной» шляпы, состоит из выходящих на поверхность на значительной площади малахита, куприта и азурита.
В 1950-е годы над рудником ещё стояли постройки бывшего посёлка Бакр-Узяк.

## Географическое положение
Бакр-Узяк находится по направлению на юго-восток от деревни Альмухаметово Абзелиловского района Республики Башкортостан, в 30 километрах к северу от города Сибай и в 50 километрах к юго-юго-западу от города Магнитогорск на правом берегу реки Большой Кизил.

## Этимология названия
С башкирского языка название Бакр-Узяк (баҡыр үҙәк) переводится как медный лог.

## История открытия и исследований
Бакр-Узяк был открыт и исследован в 1928, 1929 годах геологом А. Х. Ивановым, в 1940 году — Ф. И. Ковалёвым, в 1948 году — А. И. Демчуком, в 1967 году — археологической экспедицией Института археологии АН СССР под руководством Е. Н. Черных.
При исследованиях Бакр-Узяка были найдены медные слитки и шлак.
Контуры древнего карьера и его размеры были отмечены Ивановым (1928, 1929), Ковалёвым (1940), Демчуком (1948). В 1967 году эти контуры всё ещё были видны . Остатки древних и современных отвалов к 1967 году были нарушены хаотично расположенными промоинами и ямами.
Экспедицией 1967 года для анализов были собраны образцы куприта, азурита, малахита, шлаков, а также шесть обломков древних медных слитков-чаш, представляющих собой остатки произведённой в сосуде выплавки металла из руды.
Спектральный анализ окисленных руд из Бакр-Узяка показал наличие аномально большого количества сурьмы.
В 1967 году с помощью разведывательной траншеи было выявлено два слоя отвалов, верхний из которых был бесспорно датирован двадцатым веком. Нижний слой отвалов, отделённый от верхнего значительным слоем почвы, не содержал никаких находок, позволивших бы однозначно его датировать.

## Дополнительные сведения
В бронзовом веке в нынешних зауральских степях интенсивно велось медеплавильное производство. В то же время, предполагается, что находящийся в этих степях рудник Бакр-Узяк начал разрабатываться ещё в эпоху энеолита.
В указанную эпоху предпочиталась разработка руд открытым способом, как в Бакр-Узяке. Добывались в то время продукты окисления сульфидных руд в виде вторичных карбонатов меди, азурита и малахита. Глубина карьеров зависела от мощности горизонтов залегания таких руд, обычно составлявшей 5—15 метров (до уровня грунтовых вод).
Предполагается, что разработка рудника Бакр-Узяк была начата первыми горняками Зауралья — племенами кысы-кульского типа.